# Ред Крик (Њујорк)
Ред Крик (енгл. Red Creek) град је у америчкој савезној држави Њујорк.

## Демографија
По попису из 2010. године број становника је 532, што је 11 (2,1%) становника више него 2000. године.
| Група             | 2000.       | 2010.       |
| Белци             | 486 (93,3%) | 501 (94,2%) |
| Афроамериканци    | 7 (1,3%)    | 7 (1,3%)    |
| Азијати           | 2 (0,4%)    | 2 (0,4%)    |
| Хиспаноамериканци | 14 (2,7%)   | 16 (3,0%)   |
| Укупно            | 521         | 532         |